# Łucznictwo biegowe

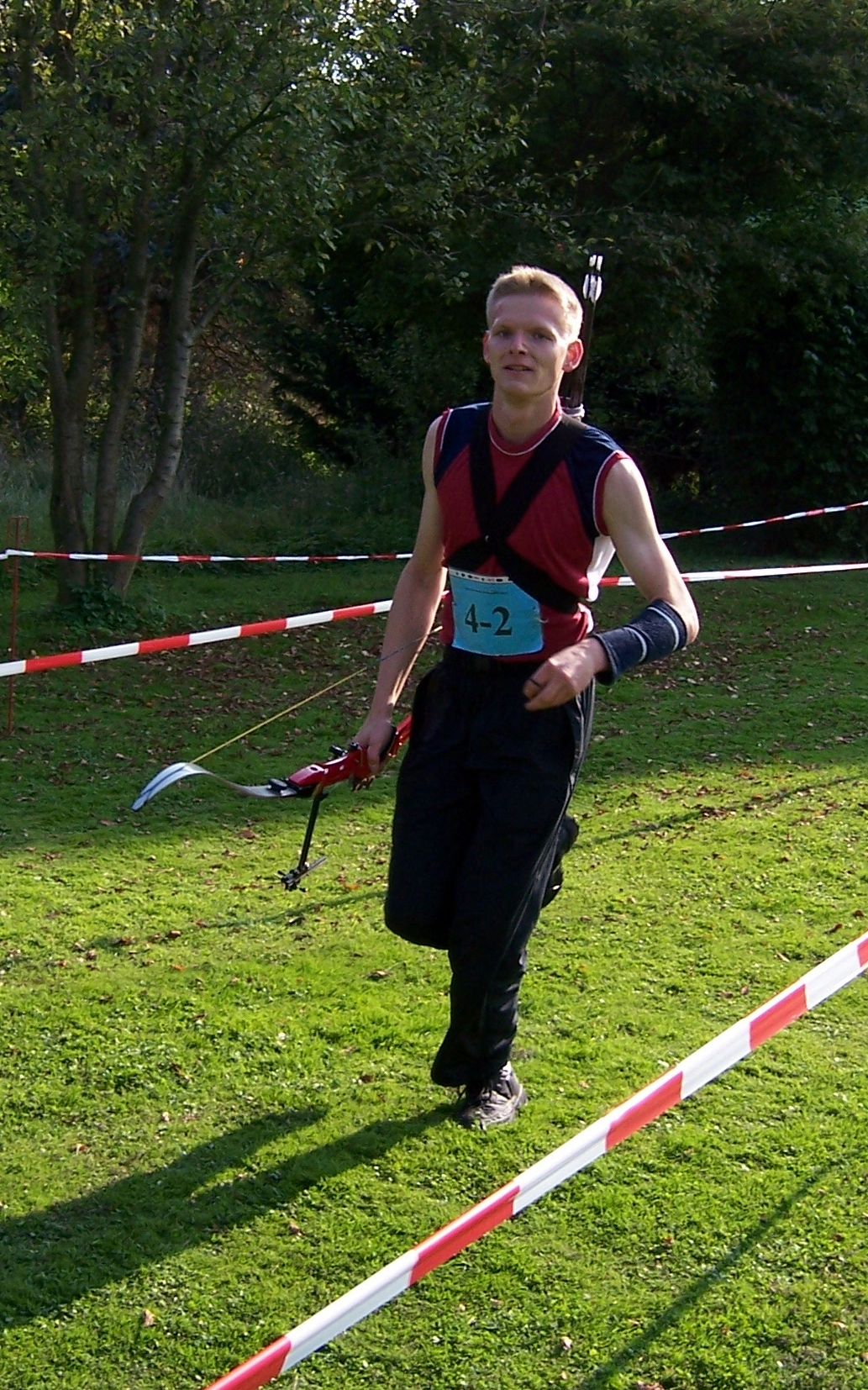
Łucznik biegnący z łukiem refleksyjnym i kołczanem podczas zawodów

Łucznictwo biegowe jest dyscypliną strzelecką łączącą łucznictwo z bieganiem. Jest to sport podobny do biathlonu.

## Historia
Łucznictwo biegowe zostało opracowane w latach 90. XX wieku przez europejskie stowarzyszenia łucznicze.  Od roku 2000 w niektórych krajach, jak Rosja, Węgry, Holandia  i Niemcy zaczęto organizować coroczne mistrzostwa krajowe. Łucznictwo biegowe zostało oficjalnie uznane za dyscyplinę Światowej Federacji Łuczniczej w 2003 roku.

## Zasady
Podobnie jak w biathlonie, uczestnicy zaczynają od biegu, naprzemiennie biegając i strzelając seriami trzech strzał do celów o wielkości 16 cm z odległości 18 m (20 jardów). Przy punktacji nie ma znaczenia, czy cel zostanie trafiony w środek czy w krawędź. Za każdy niecelny rzut zawodnik musi przebiec rundę karną. Liczba okrążeń zależy od konkurencji sportowej. Na koniec wygrywa najszybszy zawodnik. Podczas biegu łuk musi być trzymany w ręku; strzały można zostawić na strzelnicy lub nosić je w kołczanie przytroczonym do pleców .

## Sprint - 3x400m
Pomiędzy każdym okrążeniem o długości 400 metrów są dwa strzelania do celów o wielkości 16 cm z odległości 18 m, dostępnych jest 6 strzał pozwalających na trafienie 4 celów.
Za każdy chybiony cel przyznawana jest pętla karna o długości 60 m.
Po pierwszym okrążeniu 400 m, pierwsze strzelanie odbywa się w pozycji stojącej, zawodnik ma ma 6 strzał, aby trafić w 4 cele; następnie jest drugie okrążenie 400 m, a po nim strzelanie w pozycji klęczącej, ale nadal zawodnik ma 6 strzał, aby trafić do 4 celów. Wyścig kończy się ostatnim okrążeniem 400 m.

## 4K indywidualnie - 4x1000m
Pomiędzy każdym okrążeniem o długości 1 km są 3 strzelania do celów o wielkości 16 cm z odległości 18 m, zawodnik ma 4 strzały pozwalające trafić do 4 celów na strzał.
Za każdy chybiony cel przyznawana jest pętla karna o długości 150 metrów.
Po pierwszym okrążeniu 1 km, pierwsze strzelanie w pozycji stojącej, zawodnik ma 4 strzały, aby trafić w 4 cele ; następnie jest drugie okrążenie 1 km, a po nim drugie strzelanie, tym razem łucznik klęczy, ma 4 strzały, aby trafić do 4 celów; potem znów trzecie okrążenie 1 km, a po nim trzecie strzelanie, łucznik znowu wstaje, ma 4 strzały, aby trafić do 4 celów; kończymy wyścig ostatnim okrążeniem 1 km.

## Puchar Europy w Łucznictwie Biegowym[2][3]
Od czasu zorganizowania przez World Archery Europe
| Year | Host Country   | Location              | Winning Nation | Men - Winner                                 | Men - Runner-up                          | Men - 3rd            | Women - Winner             | Women - Runner-up        | Women - 3rd             |
| ---- | -------------- | --------------------- | -------------- | -------------------------------------------- | ---------------------------------------- | -------------------- | -------------------------- | ------------------------ | ----------------------- |
| 2019 | Czech Republic | Nove Mesto Nad Metuji | Russia         | Oskar Shaimuratov (RUS)                      | Vladislav Kiriutin (RUS)                 | Marco Kreische (GER) | Olga Ukolova (RUS)         | Viktoria Pindurina (RUS) | Kristina Korovina (RUS) |
| 2021 | Czech Republic | Nove Mesto Nad Metuji | France         | Nicolas Rifaut (FRA) Guillaume Escotte (FRA) | Tie 1st                                  | Marco Kreische (GER) | Karolina Rezacova (CZE)    | Sandra Szulc (GER)       | Klara Styblova (CZE)    |
| 2022 | Czech Republic | Nove Mesto Nad Metuji | Germany        | Olivier Joubert (FRA)                        | Marco Kreische (GER)                     | Oran Mor (ISR)       | Sandra Szulc (GER)         | Klara Styblova (CZE)     | Marketa Andrlova (CZE)  |
| 2023 | Czech Republic | Nove Mesto Nad Metuji | France         | Marco Kreische (GER)                         | Bryan Piscou (FRA) Olivier Joubert (FRA) | Tie 2nd              | Karolina Sekmilerova (CZE) | Sandra Szulc (GER)       | Karolina Rezacova (CZE) |
| 2024 | United Kingdom | Sherwood              |                |                                              |                                          |                      |                            |                          |                         |
| 2025 | Francja        | Paryż                 |                |                                              |                                          |                      |                            |                          |                         |

## Odniesienia
1. ↑  Open German Run-Archery Championship 2012 in English. [dostęp 2012-09-11]. [zarchiwizowane z tego adresu (2013-10-06)].
2. ↑  Home | Ianseo. www.ianseo.net. [dostęp 2023-10-17].
3. ↑  World Archery Europe – World Archery Europe. [dostęp 2023-10-17]. (ang.).
4. ↑  Kalendarz zawodów [online], RunArchery, czyli łucznictwo biegowe [dostęp 2025-05-26].